# آرتور لیبهنشل
آرتور لیبهنشل (به آلمانی: Arthur Liebehenschel) (زاده ۲۵ نوامبر ۱۹۰۱، مرگ ۲۸ ژانویه ۱۹۴۴) یک افسر آلمانی در دوره رایش سوم و از ۱ دسامبر ۱۹۴۳ تا ۸ می ۱۹۴۴ فرمانده اردوگاه آشویتس بود.وی در ۲۸ ژانویه ۱۹۴۸ اعدام شد.